# Грибули
Грибули — деревня в Палкинском районе Псковской области России.
Входит в состав Новоуситовской волости.
Расположена в 10 км к югу от посёлка Палкино и в 2 км к западу от деревни Новая Уситва. На юго-западе примыкает к деревне Хохлы
Население — 93 человека (2000 год), 82 человека (2010 год).